# Interliga (ragbi) 2005./06.
Interliga u ragbiju za sezonu 2005/06. je imala za sudionike klubove iz Hrvatske i Slovenije.

## Poredak
```
Pl  Klub         Ut  Pb  N Pz  Pos Pri   RP  Bod
1.  
 
Zagreb
    8   7  1  0  299: 65 +234   33 
2.  
 
Ljubljana
 8   6  1  1  386: 53 +333   28 (-3)  
3.  
 
Bežigrad
  8   4  0  4  267:178  +89   24 
4.  
 
Mladost
   8   2  0  6  147:290 -143   16 
5.  
 
Sisak
     8   0  0  8    7:601 -594    4 (-3)  
```